# Вулиця Мечникова (Одеса)
Ву́лиця Ме́чникова — одна із вулиць Одеси. Бере початок від перетину із вул. Старопортофранківської неподалік від її початку (перетин із вул. Пастера) і закінчується глухим кутом за Чумною горою.
Впродовж тривалого часу свого існування вулиця фактично була частиною вул. Старопортофранківської. Після затвердження в Одесі Порто-Франко, 10 травня 1817 року, вздовж кордону міста був прокопаний рів глибиною 2 метри і завширшки близько 3 метрів. Після розширення меж Порто-Франко, після 1 червня 1827 року, старі рови (на той час їх було вже кілька) втратила свою актуальність, і були засипані. Другий рів був засаджений деревами і названий Зовнішнім бульваром. Згодом він був забудований, а між ним і містом, на місці першого (старого) рову, утворилася вулиця, названа в честь порто-франко у старих межах — Старопортофранківською. Сама Старопортофранківська вулиця мала досить складну структуру. У 19-му сторіччі існувало фактично дві однобічні вулиці, що були розділені між собою Зовнішнім бульваром. Прилегла до Молдаванки називалася, власне, Старопортофранківською (тепер це фактично і є сучасна Мечникова), а прилегла до міста, в свою чергу, теж поділялася на дві вулиці: Старобульварну і Бульварну. Однак у багатьох документах тих часів прізвища домовласників були об'єднані у спільний перелік із спільною назвою вулиці — Старопортофранківська. Однак ця вулиця чітко поділялася на правобічну і лівобічну забудову. Правобічна забудова (тепер Мечникова) тягнулася від Херсонського узвозу до Градоначальницької, потім переривалася частиною Зовнішнього бульвару, і далі йшла від Прохоровської до Хуторської вулиць мимо старого Християнського цвинтаря.
У 1897 році вулицю Старопортофранківську було розділено на № 1 (прилегла до міста) і № 2 (прилеглу до Молдаванки — тепер Мечникова). У 1902 році Зовнішній бульвар був перейменований на вулицю Зовнішню, яка фактично і включила в себе Старопортофранківську № 2.
За радянських часів вулиця була названа в честь видатного одеського науковця — Іллі Мечникова, який працював в Одеському університеті, що тепер носить його ім'я.